# Тупик (фільм 2003)
Тупик (англ. Dead End) — англомовний французький фільм жахів 2003 року, сценаристів і режисерів Жан-Батіста Андреа та Фабріса Канепи з Александрою Голден, Реєм Вайзом, Лін Шей, Міком Кейном, Біллі Ашером і Ембер Сміт у головних ролях. У ньому розповідається про неблагополучну сім’ю, яка опиняється на безкінечній дорозі посеред лісу під час звичайної поїздки напередодні Різдва, поки її переслідують таємничий катафалк і жінка, одягнена в біле.

## Сюжет
Їдучи напередодні Різдва зі своєю родиною, Френк Гаррінгтон вирішує коротким шляхом проїхати через віддалену місцевість. Разом з ним в машині: його дружина Лаура, син Річард, дочка Меріон і її хлопець Бред. Зараз ніч, і коли Френк їде, він починає засинати за кермом, але його прокидають крики його сім’ї, які попереджають його про зустрічну машину. Він ледве уникнув транспортного засобу, а після огляду його автомобіля продовжив рух. Збентежена Лаура запитує чоловіка, чому він не пішов звичайним шляхом до дому її свекрухи; він стверджує, що йому було «нудно» і він мріяв про зміни.
Поки брати й сестри сваряться, Френк раптово зупиняє машину, стверджуючи, що бачив у лісі молоду жінку, одягнену в біле. Жінка з'являється у вікні Франка з немовлям. Меріон, бачачи, як засмучена жінка, і розуміючи, що їй потрібна допомога, пропонує пройти пішки, щоб вони могли відвезти жінку на машині до будинку по допомогу. Жінка сідає в машину, і поки сім’я ставить їй запитання, вона мовчить. Вони приходять до дерев’яної хатини, і Лаура з Френком йдуть досліджувати. Тим часом Річард відправляється мастурбувати в ліс, залишивши Бреда в машині з жінкою та її дитиною. Бред починає розпитувати жінку та розповідати жінці про свої плани зробити пропозицію Меріон, тим часом Меріон йде дорогою, щоб наздогнати родину, і репетирує, як вона планує розлучитися з Бредом. Жінка називає Бреду ім'я своєї дитини; Емі та передає її йому. Збентежений Бред запитує, як дитина може дихати, коли її обличчя прикрите ковдрою, жінка відповідає, що дитина мертва. Збентежений Бред піднімає ковдри, щоб виявити те, що схоже на труп дитини, і кричить. Камера повертається до Річарда, який чує крик і негайно біжить до машини. Бреда та жінки ніде не видно. Однак Меріон бачить катафалк, який їде дорогою, і коли вона повертається, щоб подивитися, вона бачить Бреда, який кричить про допомогу позаду нього. Вона повертається до родини й змушує їх їхати за катафалком.
Френк знову зупиняє машину після того, як вони зіткнулися з чимось на дорозі. Він знаходить понівечене тіло Бреда, і коли Меріон впадає в стан шоку, Лора намагається викликати поліцію за допомогою мобільного телефону Бреда. Однак на іншому кінці дроту стоїть жінка, яка благає про допомогу. Стурбована цим, Лаура не розповідає про це решті сім’ї. Коли вони знову починають їхати, Меріон сидить мовчки. Коли напруга зростає, Лаура сумнівається в здатності Френка керувати ними. Вони сперечаються, і він каже Лорі, що ненавидить відвідувати її родину. Френк знову різко зупиняє машину, коли бачить на дорозі дитячу коляску. Річард виходить подивитися і прикидається, ніби його затягують у карету, лякаючи батьків. Вони повертаються в машину, щоб знову зупинитися. Цього разу Річарда підбирає той самий катафалк, що й раніше. Поки троє біжать рятувати Річарда, Френк знову бачить «жінку в білому». Вони знаходять тіло Річарда, і Лаура починає проявляти ознаки божевілля.
Їдучи зі своєю дочкою попереду, Меріон, здається, повернувся до нормального життя, і сім’я повз знак із написом «Маркотт». Френк розуміє, що це, мабуть, військова дорога, і тому її немає на карті. Під час чергової зупинки Лаура стріляє Френку в ногу з рушниці, яку вони розгорнули, і це було подарунок члену сім’ї. Перев'язавши рану, знову починають рух. Незабаром після цього Лаура розповідає про те, як бачила обличчя друга, який загинув 20 років тому в лісі. Вона вимагає відвідати свого покійного друга, і, коли Френк відмовився, вистрибує з автомобіля, що рухається. Френк зупиняється, і вони шукають Лауру, поки знову не з’являється катафалк. Френк намагається застрелити водія, але машина починає заднім ходом, коли з’являється Лаура. Вона розпатлана і починає лепетати, показуючи мозок на потилиці, показуючи, що Френк випадково застрелив її. Лора впадає в непритомність і помирає. Посадивши її в кузов автомобіля, Френк і Меріон продовжують рух. Вони натрапляють на ту саму дільницю рейнджерів, де зупинялися раніше, і в темряві Френка атакує жінка в білому. Після цього Френк помітно змінив поведінку, як і його дружина та дочка, і вдарив Меріон без свідомості. Він бачить, як жінка в білому знову йде в ліс і женеться за нею з рушницею. Він починає кричати й стріляти з пістолета, але його швидко розбивають у темряві. Меріон прокидається і заводить машину. Вона починає їхати, коли в машині раптово закінчується бензин. Вона починає йти й бачить посеред дороги мішки з трупами, в яких містяться члени її родини. Коли вона кричить, катафалк під'їжджає, але позаду неї з'являється жінка в білому. Вона каже переляканій Меріон, що катафалка для неї немає, перш ніж сісти в катафалк і поїхати, залишивши Меріон саму зі своєю мертвою родиною.
Меріон раптово прокидається в лікарні, сильно перев'язана. Лікар повідомляє їй про її кому та запевняє Меріон, що з нею та дитиною все буде добре. На виході з лікарні лікар розмовляє з чоловіком, який стверджує, що він знайшов сім'ю після автокатастрофи. Потім видно, як машину дістають з місця аварії, і лікар обговорює аварію. Чоловік підтверджує, що вся родина, окрім Меріон, загинула, і що аварія також забрала життя молодої жінки та її дитини в іншій машині. Він запитує у лікаря її ім'я, і вона відкриває йому, що це доктор Маркотт. У глядача складається враження, що Меріон наснилося, як у комі загинула її родина, а катафалк, який її не підвіз, був її сном, який говорив їй, що вона буде жити. Коли лікар намагається піти, її машина не заводиться, і чоловік, який знайшов родину, пропонує підвезти її на тому ж катафалку зі сну Меріон.
У титрах видно, як двоє робітників підмітають уламки аварії. Вони знаходять записку, яку Френк раніше написав у машині з Меріон перед їхньою останньою зупинкою, натякаючи, що переживання родини були справжніми.

## У ролях
| Актор             | Роль              |
| ----------------- | ----------------- |
| Александра Голден | Меріон Гаррінгтон |
| Рей Вайз          | Френк Гаррінгтон  |
| Лін Шей           | Лаура Гаррінгтон  |
| Мік Кейн          | Річард Гаррінгтон |
| Біллі Ашер        | Бред Міллер       |
| Ембер Сміт        | жінка в білому    |
| Карен С. Ґреґан   | доктор Маркотт    |
| Стів Валентайн    | чоловік у чорному |

## Виробництво
Фільм знімався в окрузі Лос-Анджелес, штат Каліфорнія, у 2002 році.